# Dallas (Pensylwania)
Dallas – miasto w stanie Pensylwania w hrabstwie Luzerne w Stanach Zjednoczonych.
- Powierzchnia: 6,2 km²
- Ludność: 2 557 (2000)